# Hofmann异腈合成
Hofmann异腈合成反应（英語：Hofmann isocyanide synthesis或carbylamine reaction）是由伯胺在氯仿和碱性条件下，与二卤卡宾发生异腈化的反应。
以叔丁基异腈的合成作例子，在催化量的相轉移催化劑苄基三乙基氯化铵的存在下，由叔丁胺合成三級-丁胩：
{\displaystyle {\ce {Me3CNH2 + CHCl3 + 3 NaOH -> Me3CNC + 3 NaCl + 3 H2O}}}
苯胺也可通过该反应构建仲胺结构。

## 机理
反应由氯仿的α-消除脱氯化氢得到的二氯卡宾活性中间体进攻氨基引发，经过两个连续的E2消除得到异腈结构，通常可以使用叔丁醇钾或季铵碱协助反应，

## 用途
由于不会与仲胺和叔胺反应，并且生成的异腈有恶臭，因此可以用于检验伯胺的存在。